# لوئیس هال (بازیگر)
لوئیس هال (انگلیسی: Lois Hall; ۲۲ اوت ۱۹۲۶ – ۲۱ دسامبر ۲۰۰۶) بازیگر زن اهل ایالات متحده آمریکا بود.
از فیلم‌ها یا برنامه‌های تلویزیونی که وی در آن نقش داشته‌است می‌توان به نقشه پرواز، مرگ دوباره اشاره کرد.